# Пьетрасанта
Пьетраса́нта (итал. Pietrasanta) — коммуна в Италии, располагается в регионе Тоскана, в провинции Лукка.
Население составляет 24 609 человек (2008 г.), плотность населения составляет 588 чел./км². Занимает площадь 41 км². Почтовый индекс — 55045. Телефонный код — 0584.
Покровителями коммуны почитаются святитель Мартин Турский и священномученик Власий Севастийский, празднование 3 февраля.
В Вальдикастелло родился классик итальянской поэзии Джозуэ Кардуччи (1835—1907), здесь находится дом-музей поэта. 

## Демография
Динамика населения:

## Администрация коммуны
- Официальный сайт: http://www.comune.pietrasanta.lu.it/